# Didijerovke
Didijerovke (lat. Didiereaceae, nom. cons.), biljna porodica u redu klinčićolike. Ime je dobila po rodu didijera (Didierea). Postoji dvadeset vrsta trajnica u šest rodova.

## Potporodice i rodovi
Familia Didiereaceae Radlk. (20 spp.)
1. Subfamilia Portulacarioideae Appleq. & R. S. Wallace
  1. Portulacaria Jacq. (7 spp.)
2. Subfamilia Calyptrothecoideae Pax & Gilg
  1. Calyptrotheca Gilg (2 spp.)
3. Subfamilia Didiereoideae Appleq. & R. S. Wallace
  1. Decarya Choux (1 sp.)
  2. Alluaudiopsis Humb. & Choux (2 spp.)
  3. Alluaudia (Drake) Drake (6 spp.)
  4. Didierea Baill. (2 spp.)